# Hayley Orrantia
Sarah Hayley Orrantia (Arlington, 21 febbraio 1994) è un'attrice e cantante statunitense.
È conosciuta per interpretare Erica Goldberg nella serie televisiva della ABC The Goldbergs.
Era membro delle Lakoda Rayne, un gruppo country pop, assemblato da Paula Abdul durante la prima stagione di The X Factor.

## Biografia
Hayley Orrantia è nata a Arlington, in Texas, e cresciuta a Grand Prairie e nelle vicinanze di Highland Village. È di origine inglese, francese, irlandese e messicana. Ha frequentato la scuola pubblica elementare e media della sua città natale di Highland Village. Ha poi frequentato la scuola superiore di Marcus nella vicina Flower Mound fino al terzo anno quando ha deciso di continuare la scuola a casa, per perseguire la sua formazione musicale e di recitazione. Nel liceo usava la voce già ben addestrata per entrare nel programma teatrale musicale della scuola.

## Carriera

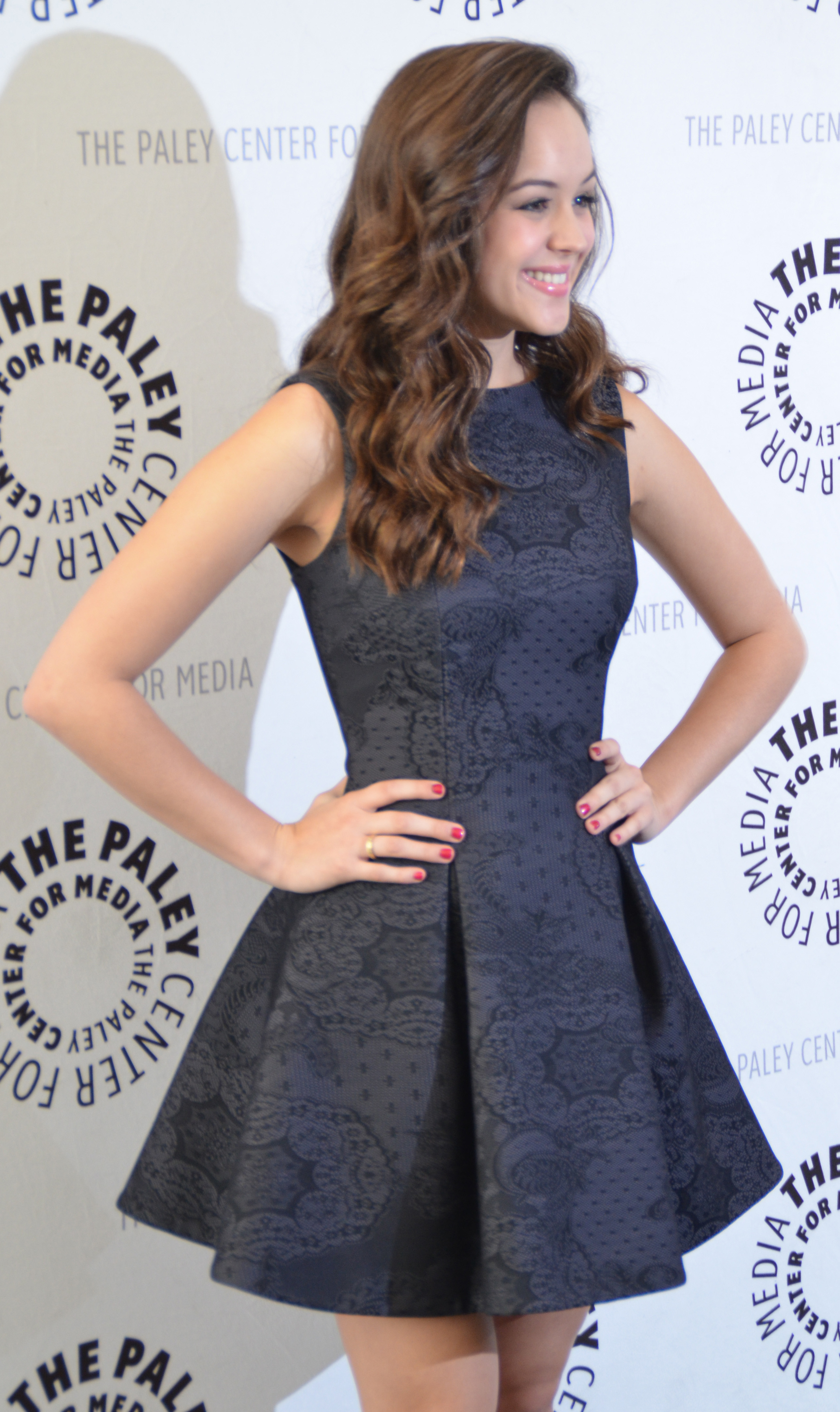
Hayley Orrantia nel 2014.

Hayley Orrantia ha iniziato a cantare all'età di nove anni, per poi trasformare la sua passione in professione, all'età di 12 anni. Ha scritto la sua prima canzone a 13 anni e a 14 anni ha registrato il suo primo EP di cover. Nello stesso anno, ha iniziato a scrivere con la cantautrice Jamie Houston, conosciuta per la scrittura delle canzoni della serie di High School Musical.
Nel 2010 ha registrato la parte vocale di "Magic of a Friend" di Houston, che è sulla colonna sonora di Trilli e il tesoro perduto della Disney. Successivamente, Orrantia cantò delle canzoni di sfondo per Camp Rock 2: The Final Jam e Hannah Montana Forever.
Il suo primo ruolo da attrice è stato per una pubblicità della Sprint nel 2011, quando aveva 17 anni. Sempre nel 2011, entrò nel cast del film Cooper and the Castle Hills Gang, con cui è stata premiata al Dallas International Film Festival.
Nell'estate del 2011, partecipò alla prima stagione del talent show The X Factor dove venne selezionata grazie ad un video di presentazione pubblicato su YouTube, con cui ha ricevuto quattro sì dai giudici, durante la fase di audizione tenutasi a Seattle. Anche se aveva provato l'audizione come artista solista durante la "Hollywood Week", venne aggiunta in un gruppo con Paige Elizabeth Ogle, Fletcher e Dani Knights per il resto del programma; tuttavia vennero eliminate durante la quinta settimana nei live.
Dal 2013, interpreta Erica Goldbergs nella serie televisiva The Goldbergs, in onda sulla ABC. Nel 2015, invece, entró nel cast di God's Not Dead 2, uscito il 1º aprile 2016.
Il 12 settembre 2016, pubblica il singolo "Strong, Sweet & Southern", mentre il 7 ottobre esce il video ufficiale della canzone.
Il 14 aprile 2017, invece, pubblica il singolo "Give Me Back Sunday", rilasciato in contemporanea con il video ufficiale.

## Filantropia
Hayley Orrantia ha scritto la canzone "Who I Am" per la National Eating Disorders Association e la canzone "Power of a Girl" per le Girl Scouts of America. Inoltre sostiene il non profit del cancro Longevità, Susan G. Komen for the Cure e Stand Up to Cancer. Dal 2007 è stata ambasciatrice del Texas Music Project, che solleva la consapevolezza e il finanziamento della formazione musicale nelle scuole pubbliche.

## Discografia

### Singoli
- 2012 - It's Too Late (con Tim Halperin)[9]
- 2015 - Love Sick[10]
- 2015 - Until Then[11]
- 2016 - Silence You[12]
- 2016 - Strong Sweet & Southern
- 2017 - Give Me Back Sunday

## Filmografia

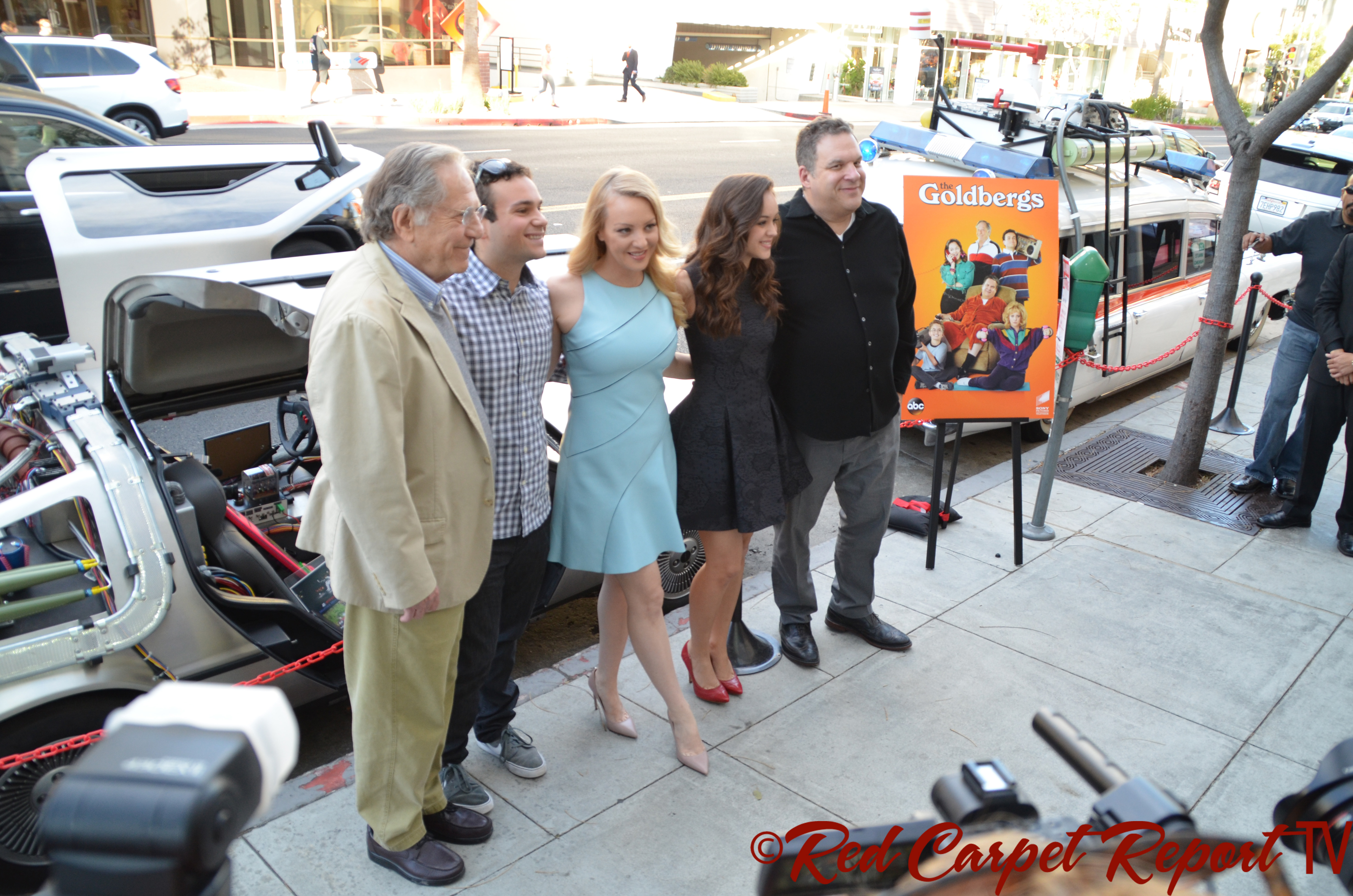
Hayley Orrantia insieme al cast di The Goldbergs.

### Cinema
- Cooper and the Castle Hills Gang, regia di Sam Ditore (2011)
- God's Not Dead 2, regia di Harold Cronk (2016)
- La fidanzata di papà (Christmas Is Cancelled), regia di Prarthana Mohan (2021)

### Televisione
- The X Factor – reality show, concorrente (2011)
- The Goldbergs – serie TV (2013-2023)
- Celebrity Name Game – game show, concorrente (2016)
- Roommates – web serie, 7 episodi (2016)
- Schooled – serie TV, 4 episodi (2019)
- Find a Way or Make One – mini-serie TV, 1 episodio (2020)

## Doppiatrici italiane
- Gaia Bolognesi in God's Not Dead 2
- Veronica Puccio in The Goldbergs
- Martina Tamburello in La fidanzata di papà